# إدارة الحوادث
الحادث هو حدث عرضي  يؤدي إلى تعطيل أو فقدان العمليات داخل المنظمةأو الخدمات أو الوظائف  . تشير إدارة الحوادث (IcM) إلى الأنشطة التي تقوم بها المنظمة لتحديد المخاطر وتحليلها وتصحيحها بهدف منع تكرارها في المستقبل. غالبًا ما تتعامل  فرق داخل المنظمة مع هذه الحوادث  بواسطة مثل فريق استجابة الحوادث (IRT)، أو فريق إدارة الحوادث (IMT)، أو نظام قيادة الحوادث (ICS). بدون إدارة فعّالة للحوادث، قد يتسبب في تعطيل العمليات التجارية، أو تهديد أمن المعلومات، أو التأثير على أنظمة تكنولوجيا المعلومات، أو  على الموظفين والعملاء، أو على وظائف أخرى داخل المنظمة.

### إدارة الحوادث المادية
تُعرّف الجمعية الوطنية للحماية من الحرائق (NFPA) إدارة الحوادث و التي يطلق عليها أيضا،"[نظام إدارة الحوادث (IMS)] بأنها تركيب من المنشآت والمعدات والأفراد والإجراءات والاتصالات التي تعمل ضمن هيكل تنظيمي مشترك، يهدف إلى مساعدة في إدارة الموارد أثناء الحوادث".
إدارة الحوادث الفعلية هي الاستجابة الفورية التي قد تستمر لعدة ساعات أو أيام أو أكثر. وقد أنتج مكتب مجلس الوزراء في المملكة المتحدة إرشادات التعافي الوطنية (NRG)، التي تهدف إلى مساعدة المستجيبين المحليين كجزء من تنفيذ قانون الطوارئ المدني لعام 2004 (CCA). وتصف الإرشادات الاستجابة على النحو التالي: "الاستجابة تشمل الإجراءات المتخذة للتعامل مع الآثار الفورية للطوارئ. في العديد من السيناريوهات، من المحتمل أن تكون الاستجابة قصيرة نسبيًا وتستمر لبضع ساعات أو أيام – لذا فإن التنفيذ السريع لترتيبات التعاون والتنسيق والاتصال أمر بالغ الأهمية. تشمل الاستجابة الجهود المبذولة للتعامل مع الآثار المباشرة للطوارئ نفسها (مثل إطفاء الحرائق، وإنقاذ الأفراد) وكذلك الآثار غير المباشرة (مثل الاضطرابات، واهتمام وسائل الإعلام)". 
حيث تُشير المنظمة الدولية للتوحيد القياسي (ISO)، التي تُعتبر أكبر جهة تطوير للمعايير الدولية في العالم، إلى أهمية إدارة المخاطر في وثيقة المبادئ والإرشادات الخاصة بها ISO 31000:2009، حيث تقول: " بأنه يمكن أن يساعد استخدام ISO 31000 المنظمات على زيادة احتمالية تحقيق الأهداف، وتحسين التعرف على الفرص والتهديدات، وتخصيص واستخدام الموارد بشكل فعال لمعالجة المخاطر". حيث  لا يبرز أهمية وجود خطة محكمة فقط، بل و أيضًا تخصيص الموارد بشكل مناسب للتعامل مع المخاطر.

### إدارة حوادث أمن المعلومات
يلعب فريق استجابة لحوادث أمن المعلومات (CSIRT) اليوم، دورًا مهمًا بسبب تزايد جرائم الإنترنت، ويُعد مثالًا شائعًا على الحوادث التي تواجهها الشركات في الدول المتقدمة حول العالم. على سبيل المثال، إذا اكتشفت منظمة أن هناك دخيلًا قد حصل على وصول غير مصرح به إلى نظام كمبيوتر، فإن فريق الـ CSIRT سيقوم بتحليل الوضع، وتحديد مدى التسلل أو الاختراق، واتخاذ الإجراءات التصحيحية اللازمة.
حاليًا، يحدث أكثر من نصف محاولات الاختراق في العالم ضد الشركات متعددة الجنسيات (TNCs) في أمريكا الشمالية (57%)، بينما تحدث 23% من المحاولات في أوروبا. إن وجود فريق استجابة حوادث أمن المعلومات (CSIRT) متكامل وشامل يعد أمرًا أساسيًا لتوفير بيئة آمنة لأي منظمة، وأصبح جزءًا حيويًا من التصميم العام للعديد من فرق الشبكات الحديثة.

## توزيع الأدوار
تُعالج الحوادث داخل هيكل المنظمة عادةً إما بواسطة فريق استجابة الحوادث (IRT)، أو فريق إدارة الحوادث (IMT). و تعين هذه الفرق مسبقًا أو أثناء وقوع الحدث، ومنحهم السيطرة على المنظمة خلال التعامل مع الحادث من أجل استعادة الوظائف الطبيعية. يقوم قائد الحادث بإدارة الاستجابة لحادث الأمن وقيادة أعضاء فريق استجابة الحوادث من خلال العملية، كما هو محدد في نظام قيادة الحوادث (ICS).
عادةً، كجزء من عملية الإدارة الأوسع في المنظمات الخاصة، تلي إدارة الحوادث عملية تحليل ما بعد الحادث حيث يتم تحديد أسباب حدوث الحادث على الرغم من وجود الاحتياطات والضوابط. يُشرف على هذا التحليل عادةً قادة المنظمة، بهدف منع تكرار الحادث من خلال اتخاذ تدابير احترازية وغالبًا ما يتطلب الأمر تغييرات في السياسات. تُستخدم هذه المعلومات بعد ذلك كمدخلات لتطوير سياسة الأمن بشكل أكبر أو لتحسين تنفيذها العملي. في الولايات المتحدة، يدمج النظام الوطني لإدارة الحوادث، الذي طورته وزارة الأمن الداخلي، الممارسات الفعالة في إدارة الطوارئ ضمن إطار عمل وطني شامل. وغالبًا ما يؤدي هذا إلى مستوى أعلى من التخطيط للطوارئ، والتمارين والتدريب، بالإضافة إلى تقييم إدارة الحادث.

## تحليل الاسباب الجذرية للحادث

### العوامل البشرية
1. ↑  "National Recovery Guidance". GOV.UK (بالإنجليزية). 2007. Retrieved 2013-04-10.
2. ↑  "Civil Contingencies Act 2004". legislation.gov.uk (بالإنجليزية). 2012. Retrieved 2013-04-10.

عند تحليل الأسباب الجذرية، يجب تقييم العوامل البشرية. قام جيمس ريزن بإجراء دراسة لفهم التأثيرات السلبية للعوامل البشرية. أظهرت الدراسة أن التحقيقات في الحوادث الكبرى، مثل حادثة "بايبير ألفا" وحريق محطة "كينغز كروس" في مترو الأنفاق، أوضحت أن أسباب الحوادث كانت منتشرة على نطاق واسع داخل وخارج المنظمة. وهناك نوعان من الأحداث: الفشل النشط — وهو إجراء له تأثيرات فوريةو يؤدي إلى احتمال التسبب في حادث — و الفشل الكامن أو المتأخر — حيث يمكن أن تستغرق الأحداث سنوات لتظهر تأثيراتها، وغالبًا ما تكون مرتبطة بأحداث محورية تؤدي إلى الحادث.
تنشأ الإخفاقات الكامنة نتيجة للقرارات التي تُتخذ في المستويات العليا من المنظمة. قد تظل عواقبها الضارة كامنة لفترة طويلة، ولا تظهر إلا عندما تتفاعل مع عوامل محلية تحفزها (مثل المد العالي، صعوبات التحميل في ميناء "زيبروغ"، إلخ) لاختراق دفاعات النظام. القرارات المتخذة في المستويات العليا يمكن أن تؤدي إلى تسريع وقوع الحوادث، حيث إن التخطيط، والجدولة، والتوقعات، والتصميم، ووضع السياسات، وغيرها من الأنشطة يمكن أن يكون لها تأثير بطيء لكنه مستمر. الفعل غير الآمن الذي يؤدي إلى وقوع الحادث يمكن تتبعه عبر المنظمة، ويمكن كشف الإخفاقات اللاحقة، مما يظهر تراكم الإخفاقات الكامنة داخل النظام ككل،و هذا يزيد من احتمالية وقوع الحادث في النهاية. يمكن تطبيق إجراءات تحسين أفضل لتقليل احتمالية حدوث مثل هذا الحدث مرة أخرى.

## التنفيذ الميداني المحدد

### إدارة خدمات تكنولوجيا المعلومات
إدارة الحوادث هي جزء مهم من مجال عملية إدارة خدمات تكنولوجيا المعلومات (ITSM). الهدف الأول من عملية إدارة الحوادث هو استعادة عمليات الخدمة بشكل طبيعي في أسرع وقت ممكن و تأثر تقليل الحوادث على سير العمل ، وبالتالي ضمان الحفاظ على أفضل مستويات جودة الخدمة وتوافرها. يتم تعريف "العملية العادية للخدمة" هنا على أنها العمليات التي تتم ضمن اتفاقية مستوى الخدمة (SLA). وتُعد هذه العملية جزءًا من البيئة الأوسع لـ ITIL وISO 20000.
تعرف ISO 20000 هدف إدارة الحوادث (الجزء 1، 8.2) على النحو التالي: "استعادة الخدمة المتفق عليها للأعمال في أقرب وقت ممكن أو الاستجابة لطلبات الخدمة".
يعرف معيار ITIL 2011 الحادث على النحو التالي:
الانقطاع غير المخطط له في خدمة تكنولوجيا المعلومات أو تقليص في جودة خدمة تكنولوجيا المعلومات أو فشل في عنصر تكوين (Configuration Item) لم يؤثر بعد على خدمة تكنولوجيا المعلومات (على سبيل المثال، فشل قرص واحد من مجموعة من الأقراص).
تضمن عملية إدارة الحوادث في ITIL استعادة العمليات العادية للخدمة بأسرع ما يمكن وتقليل تأثير الأعمال إلى أدنى حد ممكن.
ITIL Service Operation. AXELOS. 30 مايو 2007. ISBN 978-0-11-331046-3.
التحديات الرئيسية وأسباب المشاكل في إدارة الحوادث هي:
1. زيادة مستمرة في الضوضاء الناتجة عن التنبيهات والأحداث 2.  زيادة طول و تعقيد العمليات  لحل المشكلات التقنية في تكنولوجيا المعلومات 3.العجز عن التنبؤ بفعالية أو الوقاية من تدهور أو انقطاع الخدمة في تكنولوجيا المعلومات[2]

أنظر أيضا:
- نظام السيطرة على الحوادث
- نظام إدارة الحوادث الوطنية في الولايات المتحدة
- نظام إدارة الحوادث الإقليمية المنسقة (هولندا) في هولندا

## روابط خارجية
- اتحاد نظام إدارة الحوادث الوطنية في الولايات المتحدة
- تشريعات حكومة المملكة المتحدة، قانون الطوارئ المدنية (CCA) لعام 2004 . (2012)
- الوكالة الفيدرالية لإدارة الطوارئ (FEMA) . (2012)

## قراءة إضافية
- آدم كروج (2014-09/16)، " دراسات حالة نظام إدارة الحوادث "، دراسات الحالة 1 - 34
- ويرن إس إتش ووايت هانت، ك (2010)، إدارة الأمور العاجلة وغير المتوقعة، دار نشر جاور – دراسات حالة

## فهرس
- بروتون، نويل، كيفية إدارة مركز مساعدة تكنولوجيا المعلومات - دليل لدعم المستخدمين ومديري مراكز الاتصال .(ردمك 0-7506-4901-1)رقم الكتاب الدولي المعياري 0-7506-4901-1 .